# 2 Hearts (chanson de Toto)
Pour les articles homonymes, voir 2 Hearts.
2 Hearts est une chanson du groupe californien Toto, enregistrée sur l'album Kingdom of Desire, sorti en 1992. Ce morceau est également paru en single.

## Musiciens
- Steve Lukather : guitares, chant (lead)
- David Paich : claviers, chant
- Jeff Porcaro : batterie, percussions
- Mike Porcaro : basse
- Richard Page : chant